# Lionel Péré-Escamps
Pour les articles homonymes, voir Péré et Escamps.
Pas d'image ? Cliquez ici

a Compétitions nationales et continentales officielles uniquement.

Dernière mise à jour le 22 avril 2024.
Lionel Péré-Escamps, né le 21 mars 1965 à Pau (Pyrénées-Atlantiques), est un joueur français de rugby à XV évoluant au poste d'ailier  avec la Section paloise.  

## Biographie

### Jeunesse et formation
Lionel Péré-Escamps naît le 21 mars 1965 à Pau et grandit à Mazères-Lezons. Il commence le rugby à XV à Mazères-Lezons, où il évolue aux côtés de ses grands amis Joël Rey, Philippe Racz et Hervé Latorre. Il rejoint ensuite la Section paloise en 1986, où il poursuit toute sa carrière sportive.

### Section paloise
Ailier, Lionel Péré-Escamps participe à la finale du championnat de France Groupe B avec la Section paloise et son ami d'enfance Philippe Racz, contre le Castres olympique en 1989.
À cette époque, le championnat de France est disputé par quatre-vingt clubs groupés initialement en seize poules de cinq. Les deux premiers de chaque poule (soit 32 clubs) forment alors le groupe A et se disputent le Bouclier de Brennus. Les autres forment alors le groupe B à ne pas confondre avec le championnat de France de rugby à XV de 2e division.[pertinence contestée]

## Carrière d'entraîneur
Après sa carrière de joueur, Lionel Péré-Escamps entraîne l'AS Idron-Lée, l'Avenir de Bizanos et l'Union sportive Coarraze Nay rugby.

## Adjoint au maire d'Idron
En parallèle de sa carrière sportive, Lionel Péré-Escamps est élu septième adjoint lors du dernier conseil municipal d’Idron. Il est également président de l'association Gold Compact d'Idron. 